# 八戸青年会
八戸青年会（はちのへせいねんかい）は、明治時代の八戸にあった団体。

## 概要
1889年（明治22年）10月5日に北村益と湊要之助によって教育機関として設立された。八戸青年会は北村と湊が設立した明義会と八戸義塾が前身となっており、拠点は八戸町鷹庄小路に置かれた。

運営に係る資金は北村益が負担したと言われる。活動分野は武道や農業等多岐にわたっており、八戸書籍縦覧所（後の八戸市立図書館）の図書管理も受け継いだ。会のメンバーには小田為綱、大澤多門、奈須川光宝、浅水礼次郎らが名を連ね、八戸周辺の人材育成の役割を果たす。しかし文部省が私的な社会教育機関に対して厳しい目を向け始めるようになり、1911年（明治44年）に旧制八戸中学校が生徒の会員活動禁止を決めたのを契機に活動を停止した。
現在、青年会に関する資料は八戸市立図書館が所蔵している。

## 歴史
- 1889年（明治22年） - 北村益・湊要之助により設立。
- 1892年（明治25年） - 近藤喜衛らが青年会を脱会し、北辰会を結成する。
- 1893年（明治26年） - 八戸書籍縦覧所の運営委託を受ける。
- 1897年（明治30年） - 軍事教練として新兵予習会を開く。附属の農園を設立。
- 1902年（明治35年） - 青年会内に高齢の旧藩士で「八戸老年会」を置く。
- 1904年（明治37年） - 湊要之助死去。
- 1911年（明治44年） - 青年会の活動を停止する。

## 青年会の組織
- 理事局
- 修文局 - 小田為綱が勤めていた。
- 講武局-主に剣道と北辰一刀流指導した
- 図書局 - 10,000冊余りの蔵書を有していた。
- 農務局 - 養蚕伝習所、農事講習所が置かれ、農園で梨やりんごなどが栽培されていた。

## 青年会の活動
会員の多くが学生であり、士族であった。登校前や放課後には武芸の鍛錬や学問の予習・復習を行っており、授業は毎週月曜から土曜の夜の6時～9時まで行われていた。
青年会主催の物産会も開かれ、以下の通り雑誌も発行していた。
- 八戸青年会発行の雑誌
  - 「丈余の雪」
  - 「図南雑誌」
  - 「蛍雪の友」